# Louwsburg
Louwsburg est une petite ville du nord du KwaZulu-Natal en Afrique du Sud. La principale attraction de la ville est le parc d'Ithala Game Reserve adjacent.

## Histoire
Louwsburg est à l'origine un hameau nommé ainsi d'après le fermier, Louw, qui a fait don de sa ferme "Toggevonden" pour fonder la ville en 1925. L'élevage, la culture des légumes et du maïs sont les principales activités économiques de la région. Le nom zoulou de la ville, Ngotshe, signifie grotte.

## Personnalités nées à Louwsburg
- Amos Masondo

## Galerie

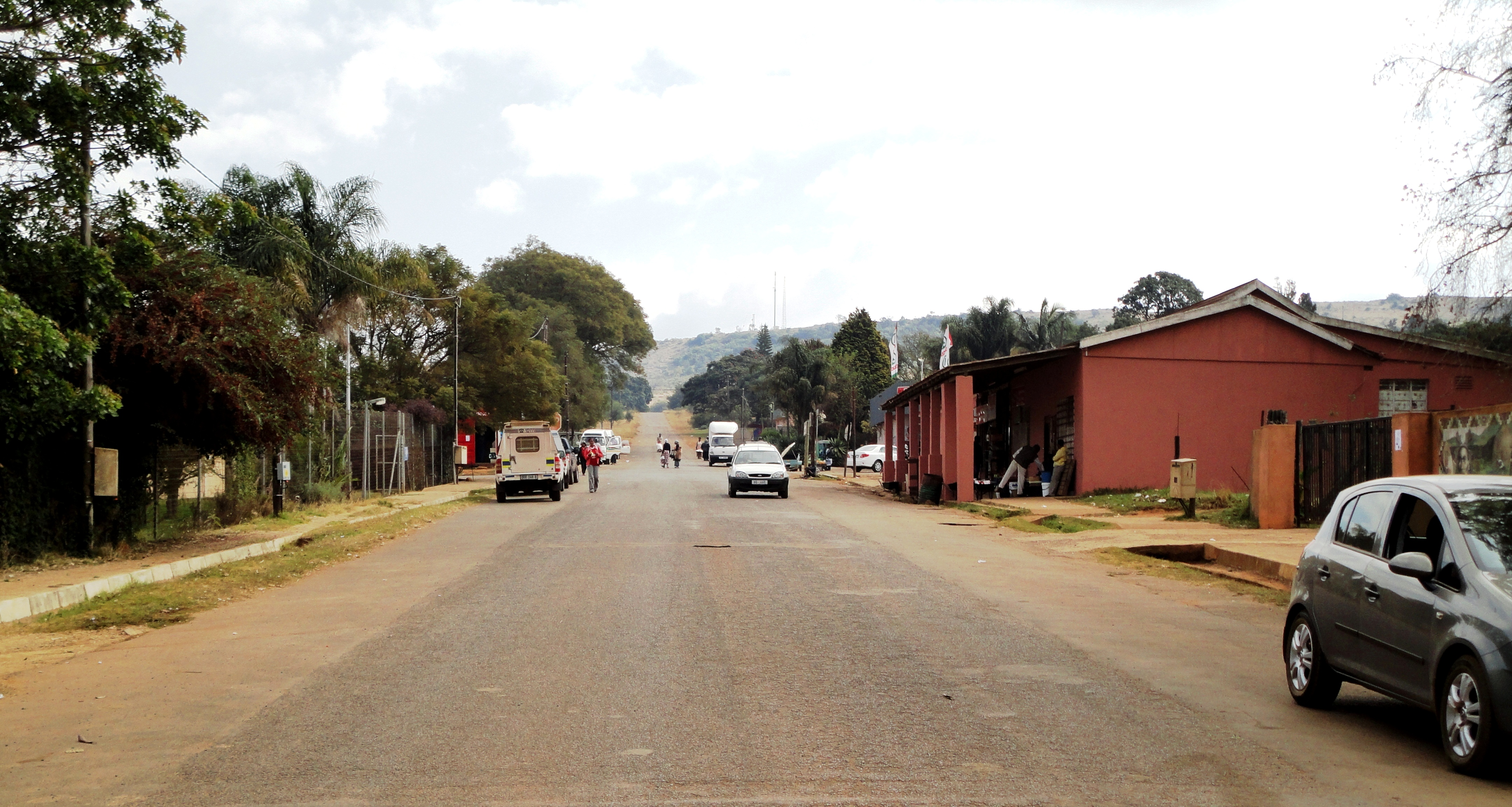
Rue principale
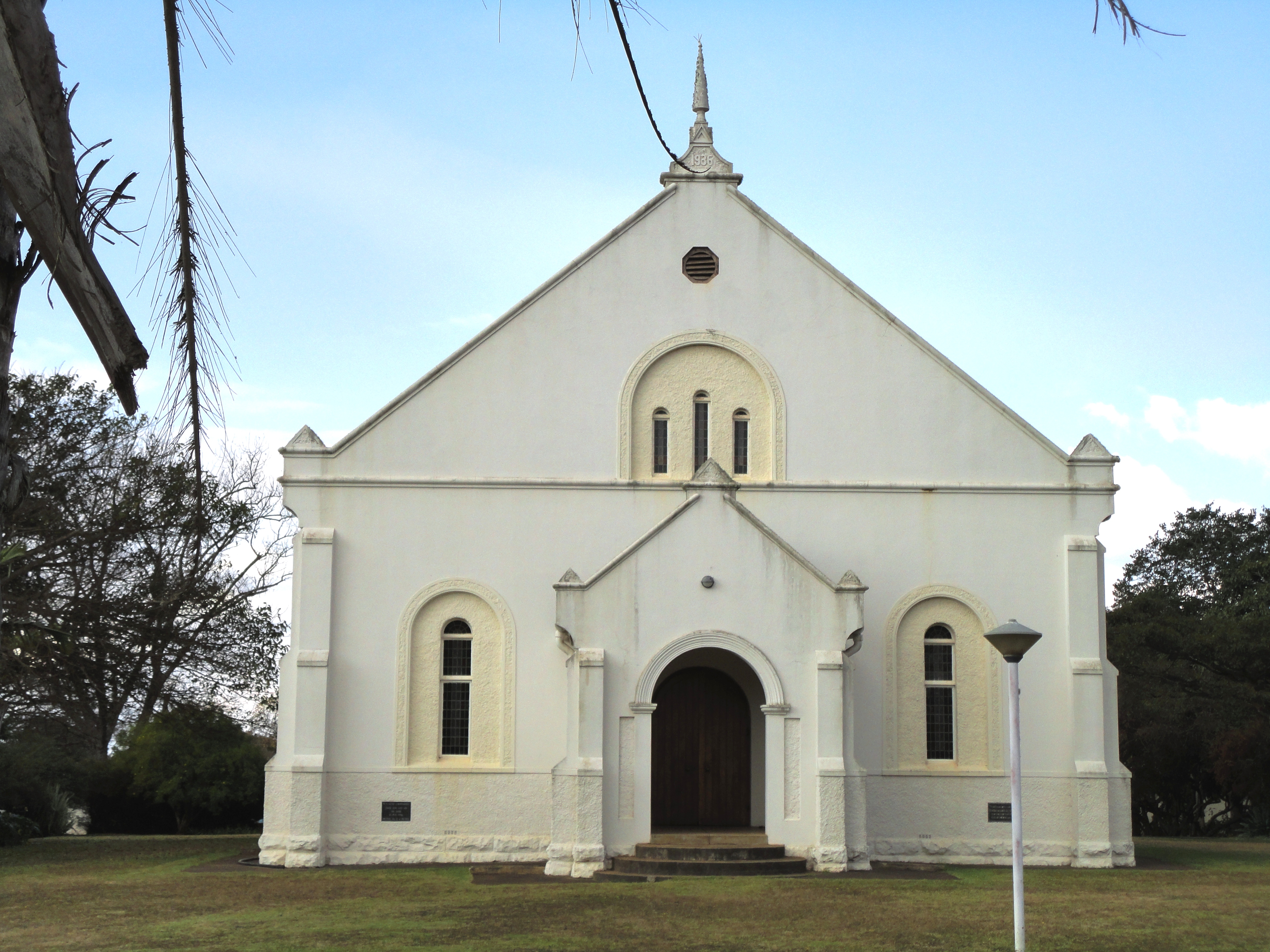
L'Eglise du village
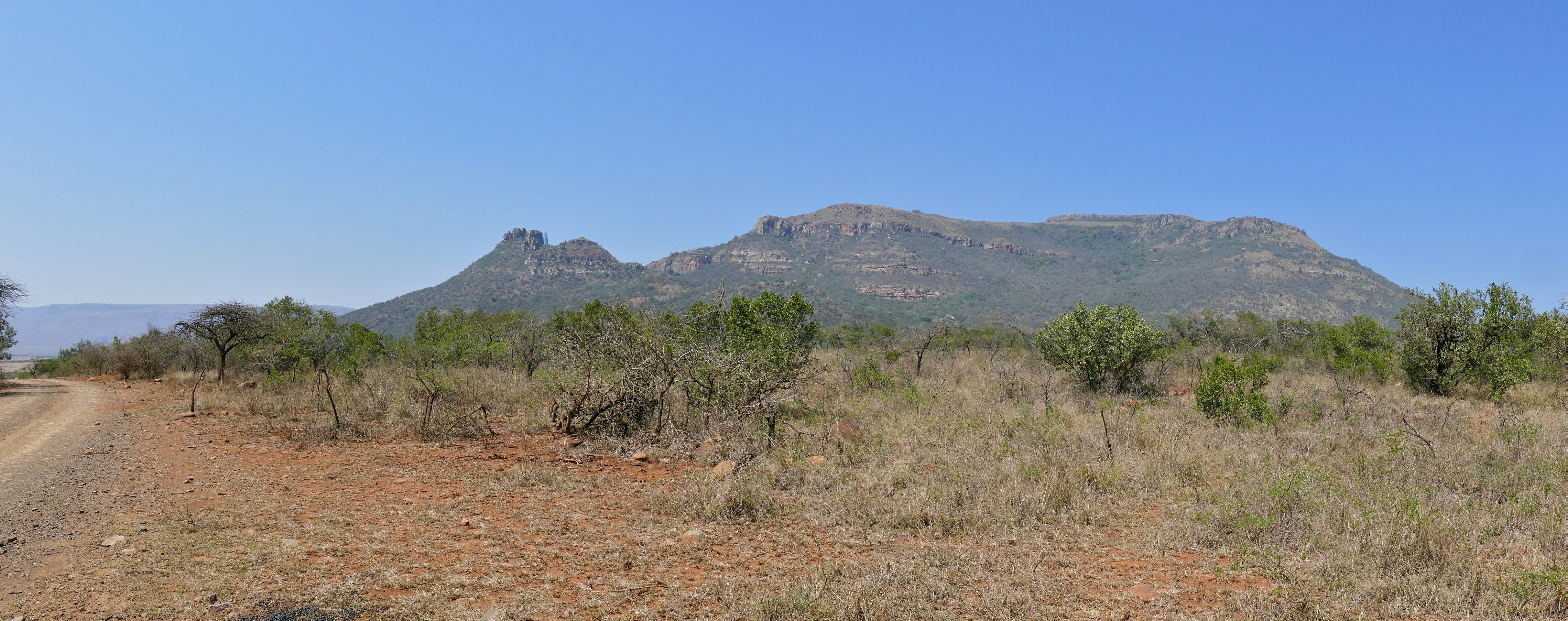
Monts Ngotshe vus depuis Ithala Game Reserve